# 塔格列伊湖
50°57′39″N 104°51′31″E / 50.960751°N 104.858566°E

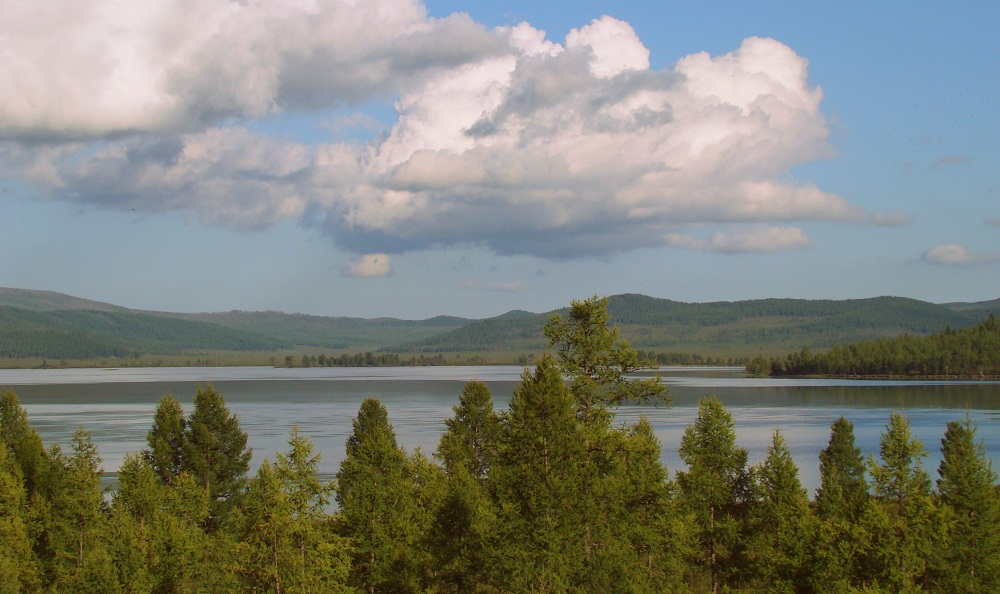

塔格列伊湖（俄语：Таглей），是俄羅斯的湖泊，位於該國南部，由布里亞特共和國負責管轄，面積13平方公里，海拔高度1,360米，平均水深4米，最大水深15米。